# Tshivenḓa
El Tshivenḓa (o venda, o Luvenḓa) és una llengua bantu oficial de Sud-àfrica. També es parla a Zimbàbue. El 2006 hi el Tshivenḓa tenia 1.100.000 parlants. La majoria dels parlants de venda viuen al nord de Sud-àfrica, sobretot a la Província de Limpopo, tot i que un 10% viuen a Zimbàbue. El venda és pròxim al kalanga (shona occidental), parlat a Botswana i a Zimbàbue. Durant l'Apartheid sud-africà, el bantustan de Venda fou creat perquè hi visquessin els parlants de venda sud-africans.

## Distribució geogràfica i dialectologia

Distribució geogràfica del Tshivenda a Sud-àfrica: proporció de la població que parla venda a casa.
0–20%
20–40%
40–60%
60–80%
80–100%

Distribució geogràfica dels Tshivenda a Sud-àfrica: densitat dels parladors de Tshivenda com a primera llengua.
<1 /km²
1–3 /km²
3–10 /km²
10–30 /km²
30–100 /km²
100–300 /km²
300–1000 /km²
1000–3000 /km²
>3000 /km²

A Sud-àfrica hi ha 1.210.000 parlants de venda segons el cens del 2011, tot i que el nombre de venda-parlants està augmentant. El nombre total de venda-parlants en tots els països és d'1.294.000, però hi ha 1.7.000.000 persones que utilitzen el thsivenda com a segona llengua.
A Sud-àfrica, els parlants de Tsivenda estan concentrats a les següents zones: municipalitat de Makhado (35.000), municipalitat de Thulamela (370.000), municipalitat de Musina (35.000) i municipalitat de Mutale (89.000). Al districte de Vhembe hi ha 844.000 venda-parlants. A la Província de Gauteng hi ha 275.000 venda-parlants. Això, juntament amb uns 10.000 venda-parlants que viuen en altres zones de Sud-àfrica, fa que en aquest país hi hagi 1,2 milions de persones que parlen aquest idiomna (2,2% de la població total). Els venda-parlants són la segona minoria lingüística més petita de Sud-àfrica, després dels parlants d'isiNdebele (ndebele meridional), que hi té 1.1 milions de parlants. Segons l'ethnologue, la majoria dels venda-parlants viuen a la Província de Limpopo. A Sud-àfrica hi ha els següents dialectes del tshivenda: guvhu, ilafuri (venda occidental), lembetu, manda (venda central), mbedzi (venda oriental), phani, ronga (venda del sud-est) i tavha-tshindi.
A Zimbàbue hi ha 84.000 parlants de venda (1989), sobretot al sud i al sud-est del país, a la zona de la frontera amb Sud-àfrica. A Zimbàbue es parlen els dialectes phani i tavhatsindi.

## Història
El tshivenda va emergir com una llengua separada en el segle XVI a la zona septentrional del Transvaal i a la frontera de Zimbàbue amb Sud-àfrica.
Al segle XX el tshivenda tenia un vocabulari similar al sesotho però a nivell gramatical era més similar als dialectes del shona.

## Escriptura i alfabet
La llengua tshivenda utilitza l'alfabet llatí en l'escriptura, tot i que té cinc lletres addicionals - hi ha quatre consonants dentals amb accent circumflex sota la lletra (ḓ, ḽ, ṋ, ṱ) i un punt diacrític sobre la velar ṅ-. Hi ha cinc lletres vocals que s'utilitzen per a escriure set vocals. Els lleres C, J i Q són utilitzades només en paraules i noms estrangers.
| A a | B b | (C c) | D d | Ḓ ḓ   | E e | F f | G g |  |
| H h | I i | (J j) | K k | L l   | Ḽ ḽ | M m | N n |  |
| Ṋ ṋ | Ṅ ṅ | O o   | P p | (Q q) | R r | S s | T t |  |
| Ṱ ṱ | U u | V v   | W w | X x   | Y y | Z z |     |  |

El tshivenda distingeix les consonants dentals ṱ, ṱh, ḓ, 'ṋ, ḽ de les alveolars t, th, d, n, l, així com les labiodentals f, v de les bilabials fh, vh. No hi ha consonants de click; x té el so de ch (del Bach de l'anglès). Com en altres llengües sud-africanes com el zulu, ph, ṱh, th i kh són aspirades i p, ṱ, t i k són ejectives.
| pʰ |     | t̪ʰ | tʰ  |      |     | kʰ | kʷʰ |   |
| pʼ |     | t̪ʼ | tʼ  |      |     | kʼ | pʷʼ |   |
| b  |     | d̪  | d   | dʲ   |     | ɡ  | bʷ  |   |
|    | pfʰ |    | tsʰ | tsʷʰ | tʃʰ |    |     |   |
|    | bv  |    | dz  | dzʷ  | dʒ  |    |     |   |
| ɸ  | f   |    | s   | sʷ   | ʃ   | x  |     | h |
| β  | v   |    | z   | zʷ   | ʒ   |    |     |   |
| m  |     | n̪  | n   |      | ɲ   | ŋ  | ŋʷ  |   |
|    |     | l̪  | l   |      |     |    |     |   |
|    |     |    | r   |      |     |    |     |   |
|    |     |    |     |      | j   |    | w   |   |

Hi ha canvis en les consonants, d'un so més suau a un de més fort () en els sons /ɸ β s ʃ x h l̪ l r w/ després dels prefixos nasals com [pʰ? b tsʰ tʃʰ kʰ? pʰ d̪ d d b].
| lletre(s) | valor(s) en IPA | notes                                                        |
| --------- | --------------- | ------------------------------------------------------------ |
| a         | [a], [ɔ]        |                                                              |
| b         | [b]             |                                                              |
| bv        | [b̪v]            |                                                              |
| bw        | [bɣw] or [bj]   | Varia segons el dialecte                                     |
| d         | [d]             |                                                              |
| dz        | [d͡z]            |                                                              |
| dzh       | [d͡ʒ]            | semblant a la "j" de l'anglès                                |
| dzw       | [d͡zw]           |                                                              |
| ḓ         | [d̪]             |                                                              |
| e         | [ɛ], [e]        |                                                              |
| f         | [f]             |                                                              |
| fh        | [ɸ]             |                                                              |
| g         | [ɡ]             |                                                              |
| h         | [ɦ], [h]        | pronunciat [h] abans de la e.                                |
| hw        | [ɣw]            |                                                              |
| i         | [i]             |                                                              |
| k         | [kˀ]            |                                                              |
| kh        | [kʰ]            |                                                              |
| khw       | [kʰw]           |                                                              |
| l         | [ɭ]             |                                                              |
| ḽ         | [l̪]             |                                                              |
| m         | [m], [m̩]        | M és sil·làbica [m̩], quan la següent síl·laba comença amb m. |
| n         | [n], [n̩]        | N és sil·làbica quan la següent síl·laba comença amb n.      |
| ng        | [ŋɡ]            |                                                              |
| ny        | [ɲ]             |                                                              |
| nz        | [nd͡z]           |                                                              |
| ṋ         | [n̪]             |                                                              |
| ṅ         | [ŋ]             |                                                              |
| ṅw        | [ŋw]            |                                                              |
| o         | [ɔ], [o]        |                                                              |
| p         | [pˀ]            |                                                              |
| ph        | [pʰ]            |                                                              |
| pf        | [p̪f]            |                                                              |
| pfh       | [p̪fʰ]           |                                                              |
| r         | [ɾ]             |                                                              |
| s         | [s]             |                                                              |
| sh        | [ʃ]             |                                                              |
| sw        | [ʂ]             |                                                              |
| t         | [tˀ]            |                                                              |
| th        | [tʰ]            |                                                              |
| ts        | [t͡s]            |                                                              |
| tsh       | [t͡ʃʰ]           |                                                              |
| tsw       | [t͡sw]           |                                                              |
| ty        | [c]             |                                                              |
| ṱ         | [t̪]             |                                                              |
| ṱh        | [t̪h]            |                                                              |
| u         | [u]             |                                                              |
| v         | [v]             |                                                              |
| vh        | [β]             |                                                              |
| w         | [w]             |                                                              |
| x         | [x]             | semblant a la ch de l'escocès 'loch.'                        |
| xw        | [xw]            |                                                              |
| y         | [j]             |                                                              |
| z         | [z]             |                                                              |
| zh        | [ʒ]             |                                                              |
| zw        | [ʐ]             |                                                              |

## To
el tshivenḓa té un to simple específic, l' (sard), amb síl·labes que tenen un to baix. La caiguda fonètica passa, però només en seqüències de més d'una vocal o en la penúltima síl·laba en la qual la vocal és llarga. Els patrons de to existeixen independentment de les consonants i vocals d'una paraula: això significa que són paraules tonals. El to del venda també segueix el rol de Meeussen: quan una paraula comença amb un to alt és precedida per aquest to alt, el seu to alt es perd (no hi poden haver dos tons alts adjacents en una paraula). Els patrons de to de les paraules del tshivenda són:
| Paraula  | Patró | Després L | Després H | Notes |
| -------- | ----- | --------- | --------- | --- |
| thamana  | –.–.– | thàmà:nà  | thámâ:nà  | El to baix no marcat cau després d'un to alt.                                                            |
| dukaná   | –.–.H | dùkà:ná   | dúkâ:ná   | Hi ha un diferencia de to alt però baixa abans del to alt final.                                         |
| danána   | –.H.– | dàná:nà   | dánâ:nà   | Els pics de to en la síl·laba tònica; tenen un to alt no adjacent que els precedeix                      |
| phaphána | –.H.– | phàphá:ná | pháphâ:nà | Els pics de to en la síl·laba tònica; tenen un to alt no adjacent que els precedeix                      |
| mádzhie  | H.–   | má:dzhíè  | mâ:dzhìè  | Diferencial de to alt inicial; el to inicial es perd després d'un to alt que el precedeix immediatament. |
| dákalo   | H.–.– | dáká:lò   | dákà:lò   | Diferencial de to alt inicial; el to inicial es perd després d'un to alt que el precedeix immediatament. |
| khókholá | H.–.H | khókhô:lá | khókhò:lá | Diferencial de to alt inicial; el to inicial es perd després d'un to alt que el precedeix immediatament. |

### Unicodi
Les lletres extres tenen els següents noms en l'unicode:
- Ḓ U+1E12 LLETRA LLATINA MAJÚSCULA D AMB CIRCUMFLEX A SOTA
- ḓ U+1E13 LLETRA LLATINA MINÚSCULA D AMB CIRCUMFLEX A SOTA
- Ḽ U+1E3C LLETRA LLATINA MAJÚSCULA L AMB CIRCUMFLEX A SOTA
- ḽ U+1E3D LLETRA LLATINA MINÚSCULA L AMB CIRCUMFLEX A SOTA
- Ṅ U+1E44 LLETRA LLATINA MAJÚSCULA N AMB DOT A SOBRE
- ṅ U+1E45 LLETRA LLATINA MINÚSCULA N AMB DOT A SOBRE
- Ṋ U+1E4A LLETRA LLATINA MAJÚSCULA N AMB CIRCUMFLEX A SOTA
- ṋ U+1E4B LLETRA LLATINA MINÚSCULA N AMB CIRCUMFLEX A SOTA
- Ṱ U+1E70 LLETRA MAJÚSCULA LLATINA T AMB CIRCUMFLEX A SOTA
- ṱ U+1E71 LLETRA MINÚSCULA LLATINA T AMB CIRCUMFLEX A SOTA